# Juan Carlos Silva Aldunate
Juan Carlos Silva Aldunate (24 de septiembre de 1976) es un abogado y político chileno, militante del partido Evolución Política. Entre marzo de 2018 y marzo de 2022 ejerció como subsecretario de las Culturas y las Artes bajo el segundo gobierno del presidente Sebastián Piñera.

## Familia y estudios
Realizó sus estudios superiores en la carrera de derecho en la Pontificia Universidad Católica (PUC), egresando como abogado en 2002, y luego obtuvo un certificado de administración de arte de la Universidad de Nueva York (NYU) en 2007, y cursó un máster en derecho y un certificado de derecho tecnológico de la Universidad de California, Berkeley entre 2009 y 2010. También realizó un bachillerato en ciencias sociales y humanidades en la PUC entre 1995 y 1996) y una licenciatura en estética entre 2002 y 2003 en la misma universidad.
Está casado con Maite Zubizarreta.

## Trayectoria profesional
Ejerció como abogado asociado en el Estudio Jurídico Otero entre 2002 y 2009, y luego fue socio fundador del Espacio Cultural Salón Tudor entre 2007 y 2011. Luego, se desempeñó como profesor de derecho de la comunicación en la Universidad Católica desde 2010 hasta 2012, y durante el primer gobierno de Sebastián Piñera, fungió como coordinador legislativo del Consejo Nacional de la Cultura y las Artes (CNCA), hasta 2014.
Desde 2014 fue socio de la agencia de asuntos culturales Territorio Cultura. También ha desarrollado su actividad en la industria del fútbol profesional, desempeñándose como vicepresidente del Club de Deportes Iquique, y director de la Federación de Fútbol de Chile (FFCh) y de la Asociación Nacional de Fútbol Profesional (ANFP).
El 11 de marzo de 2018, en el marco del segundo gobierno del presidente Sebastián Piñera, fue designado como subsecretario de las Artes y las Culturas, siendo el primero en el cargo del recién creado Ministerio de las Culturas, las Artes y el Patrimonio.